# Daros Latinamerica Collection

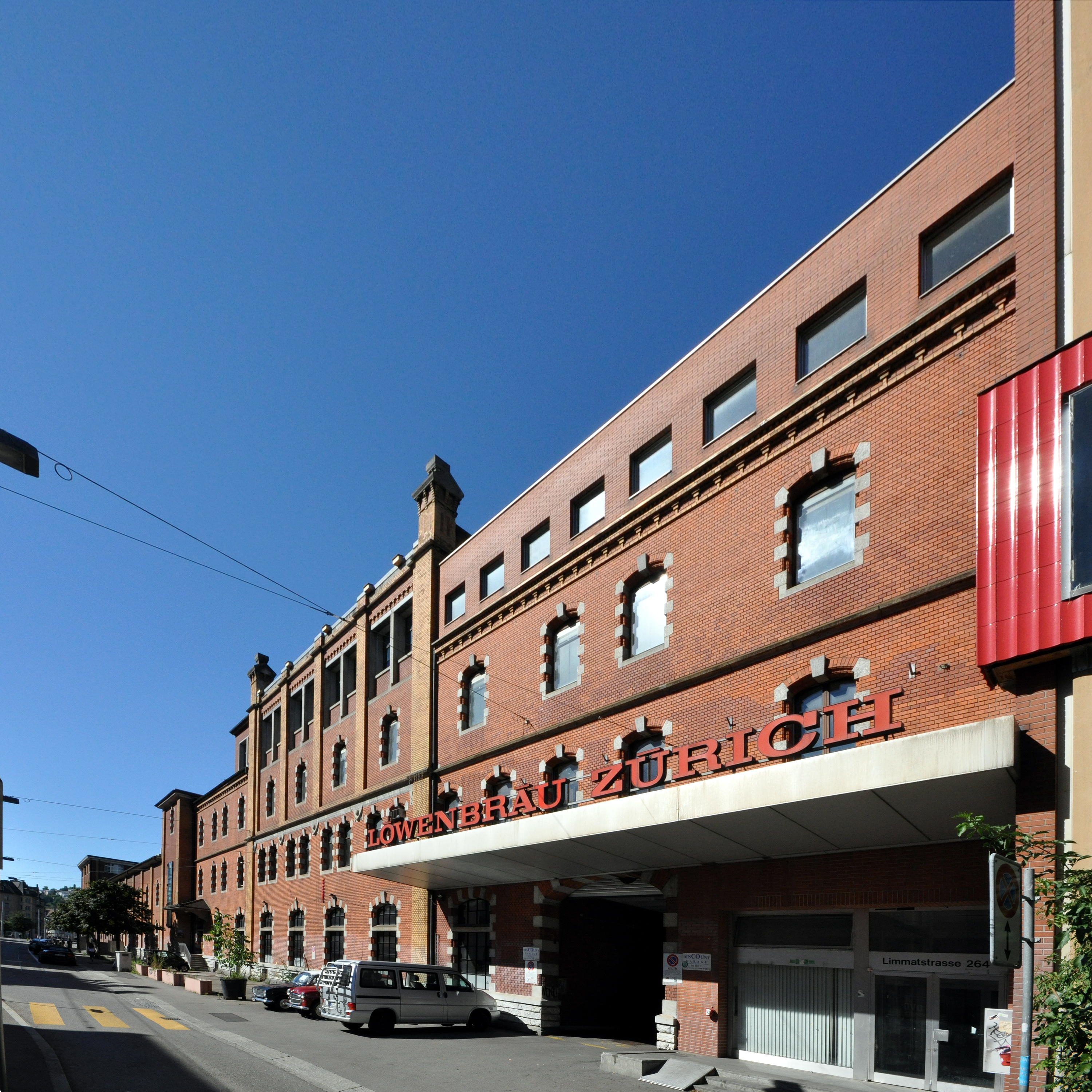
Gebäude der ehemaligen Löwenbräu-Brauerei

Daros Latinamerica Collection in Zürich ist eine der wichtigsten Kunstsammlungen für Gegenwartskunst aus Lateinamerika, die sich aus renommierten Künstlern verschiedener Länder dieses Subkontinents rekrutiert.

## Geschichte
Zugleich ist Daros Latinamerica ein Kunstinstitut mit Sitz in Zürich, das im Jahr 2000 von der Schweizer Kunstsammlerin Ruth Schmidheiny ins Leben gerufen wurde und den Dialog zwischen Lateinamerika und dem internationalen Publikum der weltweit wichtigen Kunstzentren sucht. Zwischen 2000 und 2015 stand Daros Latinamerica unter der Leitung des Direktors und Kurators Hans-Michael Herzog (* 1956).
Daros Latinamerica organisiert es internationale Ausstellungen, gibt Veröffentlichungen heraus, unterhält Europas größte Spezialbibliothek zur zeitgenössischen Kunst Lateinamerikas und verbindet ein wachsendes internationales Netzwerk der Kunstschaffenden.
Zu den vertretenen Künstlern gehören beispielhaft der argentinische Maler Guillermo Kuitca, dessen Fokus auf architektonischen und räumlichen Betrachtungen liegt,  der ebenfalls dort lebende León Ferrari mit seinen Collagen und seiner Konzeptkunst, Doris Salcedo (* 1958 in Bogota), deren Skulpturen auch schon in der Tate Gallery of Modern Art zu sehen waren, oder auch Waltércio Caldas (* 1946 in Rio de Janeiro), der auf der mit seinen Gemälden im MoMA vertreten ist. Namhafte Videokünstler sind Santiago  Sierra und Melanie Smith (* 1965), die beide die zunehmende Verstädterung mit den damit verbundenen sozialen, physischen und funktionalen Veränderungen thematisieren.
Standort ist die Limmatstrasse. Die Sammlung wurde der Öffentlichkeit von 2002 bis 2011 im eigenen Museum im Löwenbräu Zürich, wo auch das Migros Museum für Gegenwartskunst beheimatet ist, zugänglich gemacht.
Ab 2007 entwickelte die Daros Latinamerica Collection die Casa Daros in Rio de Janeiro als Plattform für lateinamerikanische Kunst und nutzte sie von 2013 bis 2015 für thematische und monografische Werkschauen. Die Casa Daros wurde Ende 2015 geschlossen. Das neoklassische Gebäude im Stadtteil Botafogo wird heute als Privatschule der Gruppe Eleva Educação des brasilianisch-schweizerischen Unternehmers Jorge Paulo Lemann genutzt.

## Bestand und Bibliothek
Der aktuelle Bestand (2016) beträgt gemäss eigenen Angaben 1232 Werke von über 100 Künstlern einschliesslich Skulpturen und Fotografien. Der Schwerpunkt liegt auf den letzten 20 Jahren, es sind aber auch Werke von den 1960er und 1970er Jahren vertreten.
Die Bibliothek umfasst über 8500 Künstlermonographien, Kataloge von Einzel- und Gruppenausstellungen, Ausgaben zu Kunstgeschichte und Kritik, ausgewählte Werke der Kunsttheorie und Philosophie, sowie der Darstellung von mehr als 20 Kunstzeitschriften aus Lateinamerika und Spanien. Diese seltene Büchersammlung enthält ausserdem einen kompletten Satz von Katalogen der 29. Biennale von São Paulo.

## Ausstellungen
- 2016: Without Restraint. Werke mexikanischer Künstlerinnen aus der Daros Latinamerica Collection. Kunstmuseum Bern, Bern, Schweiz
- 2015/2016: Julio Le Parc: Lumière, Bildmuseet Umeå, Umeå, Schweden.
- 2015/2016: Dark Mirror. Lateinamerikanische Kunst seit 1968. Kunstmuseum Wolfsburg. Katalog.
- 2015: Cuba – Ficción y Fantasía, Casa Daros, Rio de Janeiro, Brazil
- 2015: Colección Daros Latinamerica, Fundación Proa, Buenos Aires, Argentina
- 2015: Made in Brasil, Casa Daros, Rio de Janeiro, Brazil
- 2014: Daros Latinamerica Collection, Fondation Beyeler, Riehen / Basel[5]